# Ana Luisa de Schönburg-Waldenburg

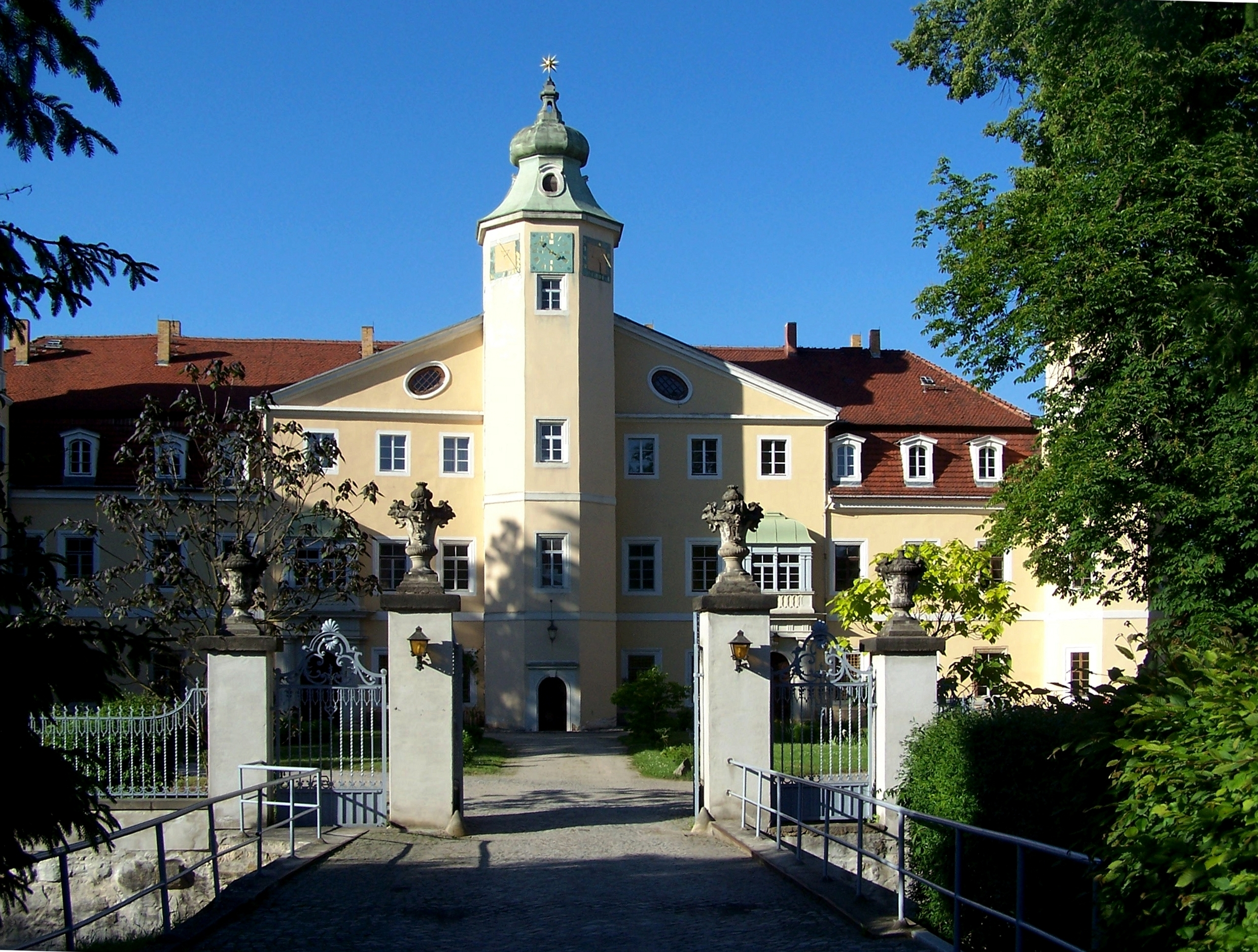
Castillo de Hermsdorf.

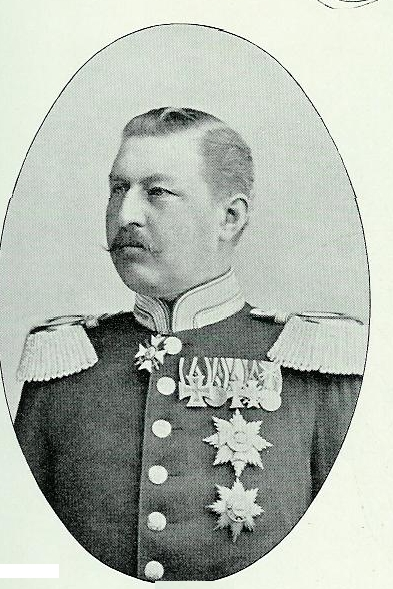
Günther Víctor de Schwarzburg-Rudolstadt.

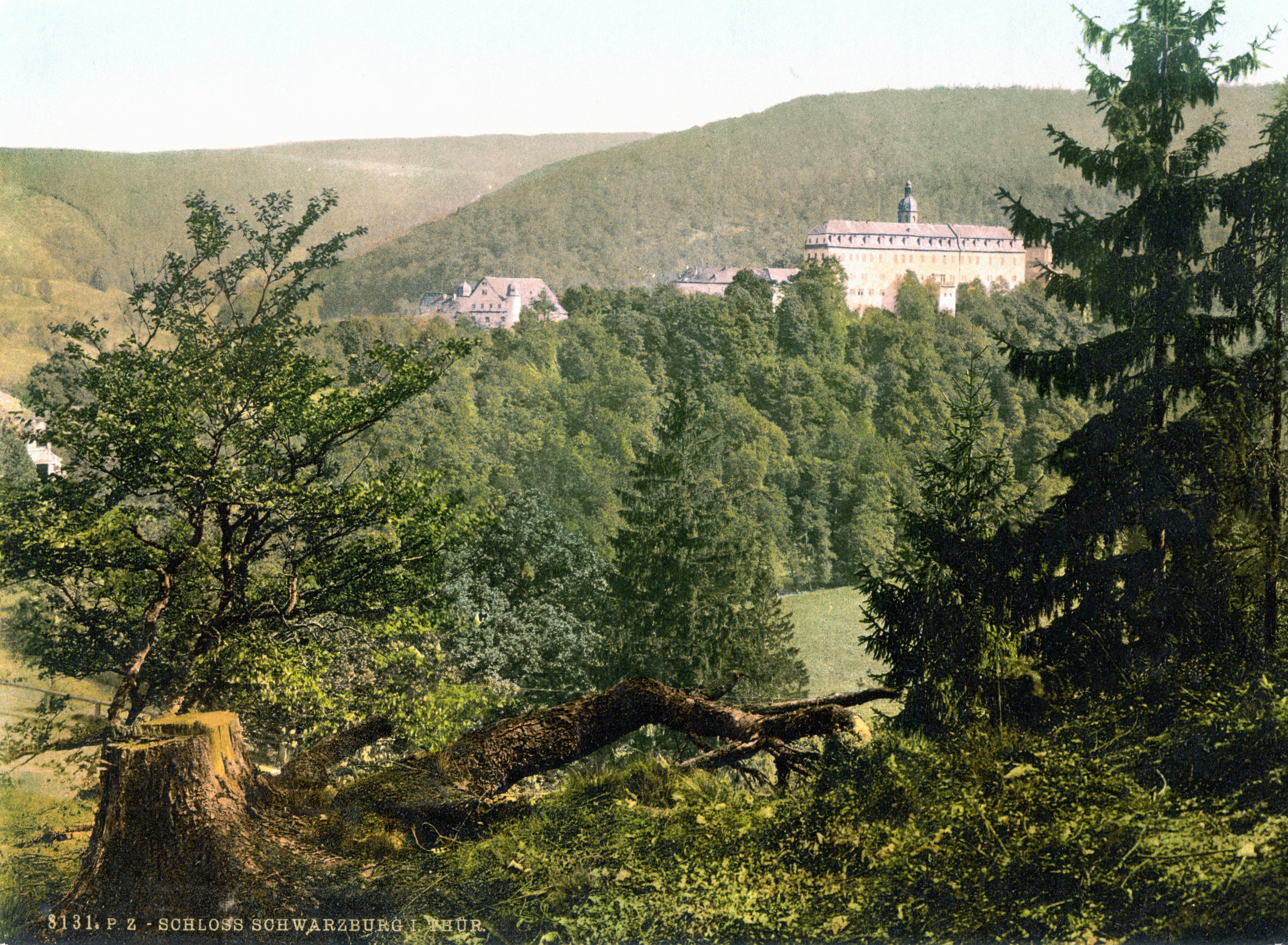
Castillo de Schwarzburg, antes de 1900.

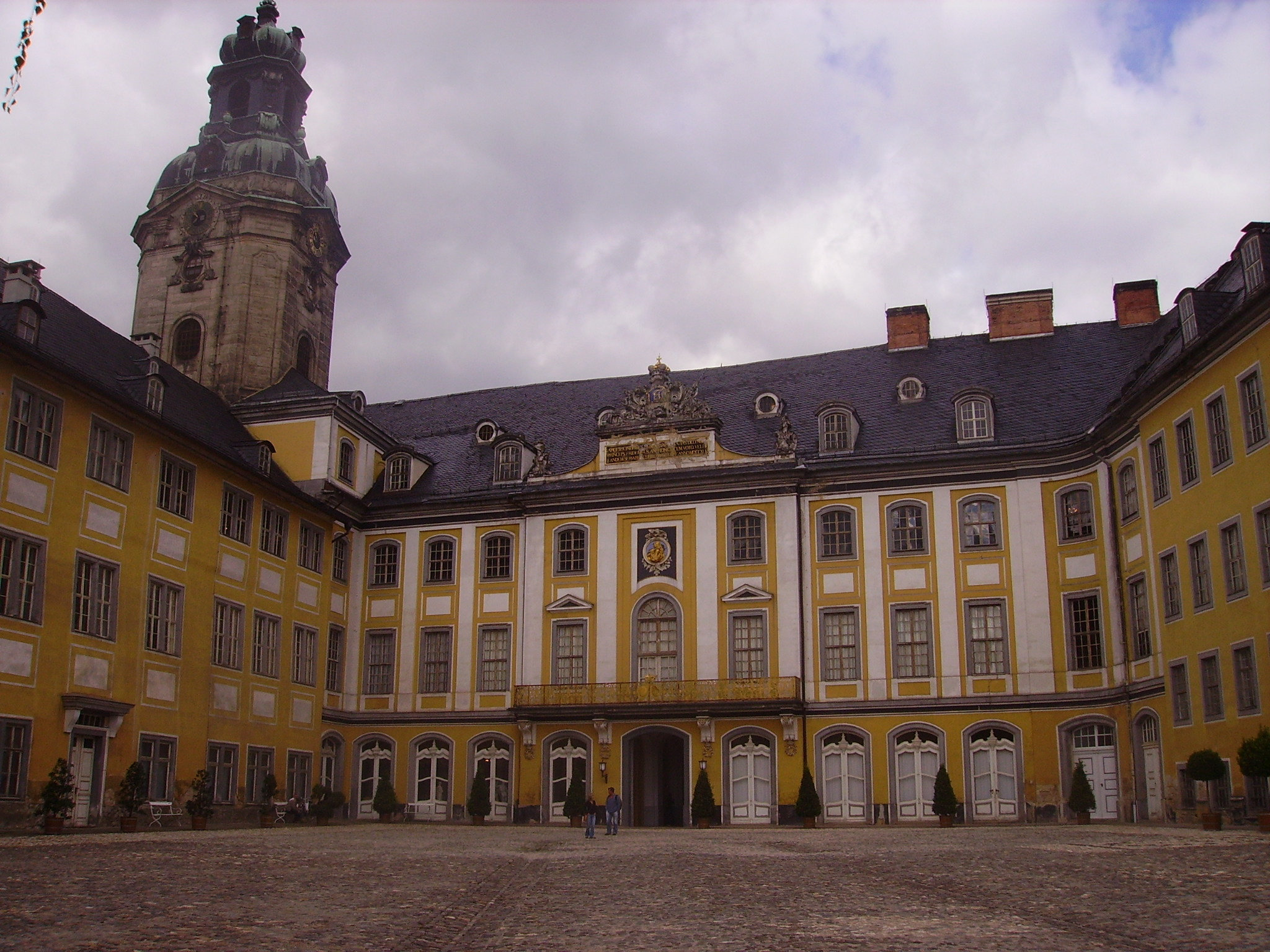
Castillo de Heidecksburg en Rudolstadt.

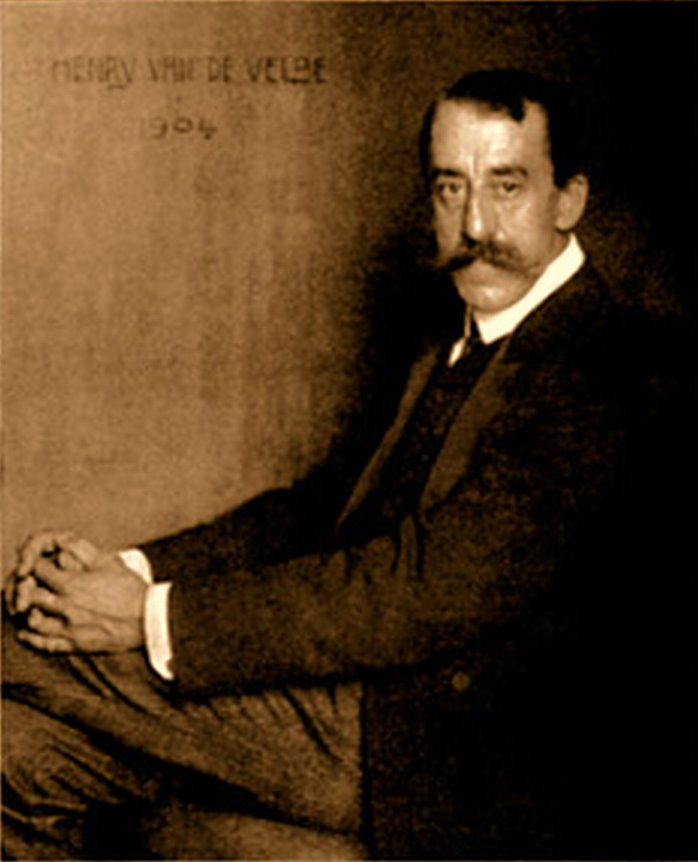
Henry van de Velde 1904 sobre una fotografía de Nicola Perscheid.

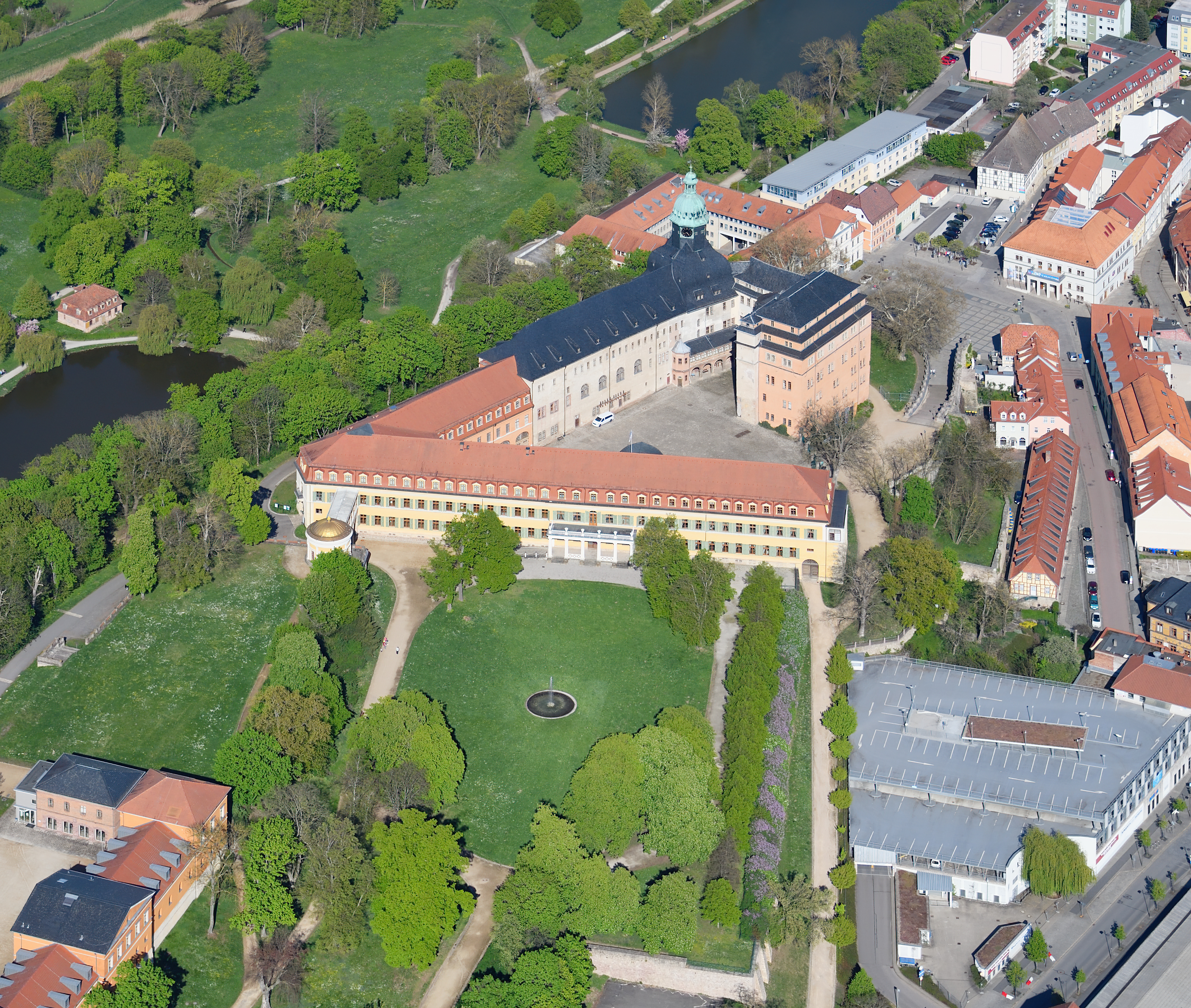
Residencia real en Sondershausen.

Ana Luisa de Schwarzburg-Waldenburg (Castillo de Hermsdorf cerca de Dresde, 19 de febrero de 1871-Castillo de Sondershausen, 7 de noviembre de 1951) fue una princesa hasta la abdicación de su marido, el príncipe Gunter Víctor, y así al final de la monarquía en Alemania el 23 de noviembre de 1918 de Schwarzburg-Rudolstadt y hasta el 25 de noviembre la princesa de Schwarzburg-Sondershausen.
Como una importante fotógrafa recreativa, documentó la agitación de su tiempo y preservó las valiosas fotografías para las generaciones futuras. Después de la Segunda Guerra Mundial la princesa decidió vivir en la RDA y se quedó en casas especiales hasta su muerte.

## Infancia y juventud
El 19 de febrero de 1871, Anna Luise nació en el castillo de Hermsdorf como la única hija y la hija menor del príncipe Jorge de Schönburg-Waldenburg (1828-1900) y la princesa Luisa (1844-1922), hija del príncipe Adolfo de Bentheim-Tecklenburg. Junto con sus hermanos Hermann (1865-1943) y Ulrich (1869-1939) pasó su infancia en Hermsdorf y Schneeberg.
Solo se le permitió tener su propia habitación a partir de los ocho años, ya que anteriormente estaba bajo la estricta supervisión de una niñera. A la edad de seis años tuvo sus primeros aprendizajes escolares junto con su hermano Ulrich y los hijos de Rittmeister von Hoffmann y el jefe forestal von Obereigner. Uno de sus maestros fue el pastor Arnold Braue, quien más tarde fue nombrado superintendente general en Rudolstadt. Su formación también incluyó lecciones de música y dibujo. Ana Luisa aprendió a tocar el violín y desde 1879 aprendió a tocar el piano con su madre. El paisajista Oskar Schütz y el retratista Heinrich Schönchen le dieron lecciones de pintura y dibujo. Desde que su padre crio caballos, ella aprendió el arte de montar a caballo cuando era niña.
Para adquirir la conducta y el comportamiento correctos en los círculos aristocráticos, la madre tomó el control de su educación, de modo que Ana Luisa pudo prepararse lo mejor posible para su futuro papel como representante de la sociedad principesca. Acompañó a su madre a visitas de cortesía, horas de té, eventos culturales y benéficos.
Su primer amor fue el condé Pückler, un amigo de la universidad de su hermano Hermann. Pero como tuvo que casarse apropiadamente como princesa, el conde le fue negado.

## Princesa de Schwarzburg-Rudolstadt
El 8 de noviembre de 1891, Ana Luisa se comprometió con su primo Günther Víctor de Schwarzburg-Rudolstadt, que era 19 años mayor que ella, después de que ambas partes rompieran su compromiso con Luisa del Sajonia-Altemburgo. El matrimonio concertado en la asociación familiar concluyó el 9 de diciembre de 1891 en Rudolstadt. Mientras que la boda civil tuvo lugar en las salas rojas del castillo de Heidecksburg, la boda en la iglesia tuvo lugar en la iglesia del castillo (hoy: galería de porcelana). 130 invitados asistieron a las festividades.
Seis meses después de la boda, el embarazo se anunció con alegría. Esto pareció asegurar la sucesión al trono. Sin embargo, las complicaciones surgieron en el séptimo mes, y el 1 de septiembre de 1892, un niño nació muerto. Era fuerte y teóricamente viable, pero a través de un desapego ominoso, el niño murió en el útero. La princesa entonces cayó en fiebre puerperal, junto con pleuresía e inflamación abdominal, así como parálisis cardíaca parcial. Las consecuencias a largo plazo impidieron embarazos futuros, lo que fue una catástrofe dinástica para la Casa del Príncipe.
El aborto espontáneo estuvo marcado por Ana Luisa, que también se reflejó en su apariencia. Al contrario de la moda de la época, llevaba el pelo corto y su ropa a menudo no correspondía al gusto predominante. Harry Graf Kessler la describió como «... la Princesa de Schwarzburg, una mujer fabulosamente poco elegante con una blusa blanca y con el pelo muy corto que se parece a Maximilian Harden...».
Políticamente, la princesa se contuvo en la medida de lo posible, sabiendo muy bien sobre la actualidad política. Solo después de 1914 su papel cambiaría radicalmente.
Desde su matrimonio con Günther Victor, inevitablemente asumió el papel de «madre de la patria». Fue responsable del patrocinio de diversas instituciones y asociaciones sin fines de lucro. Por ejemplo, en 1893 apoyó el establecimiento de una asistencia social para ancianos y pobres en Quittelsdorf y en 1901 la de «residencia de ancianos Ana Luisa» en Bad Blankenburg. También estuvo presente en numerosos festivales de clubes de guerra, comunidades o rifles e inauguraciones de edificios públicos, así como en el monumento Kyffhäuser cerca de Bad Frankenhausen.
En 1906, Ana Luisa conoció a Henry Van de Velde, el fundador de la escuela de artes y oficios en Weimar, en el castillo de Schwarzburg, y desde entonces fue un muy bien recibido huésped de la familia principesca. Incluso le dieron refugio en la faasanía cerca de Schwarzburg, que amuebló según sus propios diseños. Aunque la princesa tenía un gusto artístico bastante conservador, estaba muy abierta a la obra de van de Velde. En mayo de 1907 fue a Weimar por primera vez para visitar a este extraordinario artista. Por invitación del príncipe a su solemne toma de posesión del gobierno en el principado de Schwarzburg-Sondershausen, Henry van de Velde siguió a la pareja de príncipes en 1909 hasta la sede real de Sondershausen.

## Princesa de Schwarzburg-Sondershausen
Después de la muerte del príncipe Carlos Gunter de Schwarzburgo-Sondershausen y la extinción asociada de la línea de parte de casas especiales en la línea masculina, Günther Victor también asumió el gobierno de este principado en 1909. Así, Ana Luisa también recibió el título de princesa de Schwarzburg-Sondershausen. A partir de entonces, la pareja real tuvo seis residencias diferentes, que tuvieron que cambiar regularmente cada dos meses.
Para asegurar la continidad de la existencia de la familia Schwarzburg, el príncipe Sizzo von Leutenberg fue designado como su sucesor por ley del 1 de junio de 1896 y reconocido como miembro de la línea masculina Schwarzburg. Desde entonces ha podido llamarse a sí mismo el «príncipe de Schwarzburg». Pero con el tiempo, la relación entre los primos mayores Sizzo y Günther Victor se deterioró. Sizzo se sentía constantemente privado sin ninguna razón válida. Una disputa incluso en la prensa hizo que el príncipe rechazara que Sizzo se quedara en los castillos de Rudolstadt y Schwarzburg, y en 1910 solo se le permitió llamarse a sí mismo «príncipe de Schwarzburg» por decreto. En 1918 el conflicto llegó a un punto crítico, que solo llegaron a un entendimiento a través de los abogados.
Debido al sistema nervioso inestable de su esposo y sus problemas circulatorios y cardíacos, Ana Luisa tuvo que ajustar su rutina diaria lo más posible al estado de salud de su esposo. A menudo viajaba con Günter Victor a curas recetadas por un médico. En los tranquilos minutos en que su esposo salía a cazar, ella se tomaba el tiempo para escribir, leer y su actividad favorita, la fotografía.

## El fin de la monarquía
Como parte de la Revolución de noviembre de 1918, Günther Victor abdicó como último Príncipe Federal el 23 de noviembre como Príncipe de Schwarzburg-Rudolstadt y el 25 de noviembre como príncipe de Schwarzburg-Sondershausen. A partir de entonces, la pareja real conservó los castillos de Schwarzburg y Rathsfeld con las tierras asociadas y el derecho de residencia en los castillos residenciales de Heidecksburg y Sondershausen. El estado de Turingia les aseguró una asignación anual razonable. Gran parte de los activos y los bienes de arte fueron transferidos a la «Fundación Fürst Günther», que ya se había constituido el 22 de noviembre de 1918.
Ana Luisa solo pudo aceptar la pérdida de significado forzada después de mucho tiempo con el corazón apesadumbrado. Según ella, los gobernantes actuales solo querían mantenerlos como "rarezas históricas". La cuestión de la compensación de la Casa del Príncipe que se suponía que debía pagar el Estado de Turingia nunca se resolvió en última instancia.
El 16 de abril de 1925 Günther Victor murió en el castillo de Sondershausen tras una larga enfermedad. Su marido la había convertido en su único heredero, por lo que tenía que continuar la batalla legal con Sizzo. Incluso después de su muerte en 1926, Ana Luisa descartó la adopción de su único hijo Federico Günther de Schwarzburg, mientras continuaba la batalla legal de su padre contra ella. En 1942, la última princesa de Schwarzburg decidió adoptar al príncipe Guillermo de Schönburg-Waldenburg, el hijo menor de su hermano Ulrico.
En 1945, sin embargo, fue expropiada y la mayor parte de la propiedad de Schwarzburg fue transferida a propiedad pública. Sin embargo, hasta su muerte en 1951 se le permitió quedarse en el palacio residencial. Fue una de los tres miembros de las antiguas casas gobernantes que se convirtieron en ciudadanos de la RDA en 1949, junto al duque Ernesto II de Sajonia-Altemburgo, el único de los príncipes federales alemanes que gobernó hasta 1918, y la exduquesa Adelaida de Sajonia-Altenburg.
A su muerte fue enterrada con su marido en la cripta de la Colegiata de San Andrés en Rudolstadt.